# 광역전선 (우루과이)
광역전선(스페인어: Frente Amplio, FA)는 우루과이의 민주사회주의 선거연합이다. 2005년부터 2020년까지 우루과이의 집권당이었으며, 잘 알려진 당원으로는 타바레 바스케스와 호세 무히카 전 대통령이 있다.
1971년 선거연합으로 형성되었으나 1973년 쿠데타로 불법화되었다. 1984년에 민주화 이후 활동을 재개하였다. 1994년 국민당과 콜로라도당 분열 이후 일부 세력을 흡수하여 총선에서 연합을 형성하여 출마하였다. 2004년 대선 겸 총선에서 연합 전선의 지지를 받은 타바레 바스케스 후보가 우루과이 사상 처음으로 좌파 계열로 대통령에 당선되었고, 동시에 연합 전선은 처음으로 의회에서 최다 의석을 확보하였다. 2009년 대선에서도 호세 무히카 후보가 당선되었으며, 2014년 대선에서 타바레 바스케스 당시 후보가 당선되었으며, 현재는 야만두 오르시가 대통령이 되면서 다시 여당이 되었습니다.